# Vierschanzentournee 1969/70
Bei der 18. Vierschanzentournee 1969/70 fand das Springen in Oberstdorf am 28. Dezember statt, am 1. Januar folgte das Springen in Garmisch-Partenkirchen und am 4. Januar das Springen in Innsbruck. Die Veranstaltung in Bischofshofen wurde am 6. Januar durchgeführt. Horst Queck aus der DDR gewann die Tournee, ohne auch nur ein Einzelspringen zu gewinnen.

## Nominierte Athleten
Die Tournee war wie in den Jahren zuvor der erste Gradmesser der Saison 1970, die ihren Höhepunkt in den Nordischen Skiweltmeisterschaften im tschechoslowakischen Štrbské Pleso hatte. Allerdings warfen auch schon die Olympischen Winterspiele, die 1972 erstmals in Asien, im japanischen Sapporo stattfanden, ihre Schatten voraus. Zum ersten Mal nahm an der Tournee ein größeres japanisches Team teil, welches im Wettbewerbsverlauf auch für die ein oder andere Überraschung sorgte. Zu den Favoriten gehörten wieder die Norweger um den Dreifachsieger Wirkola, die mit Grini, Tomtum und Mork weitere Spitzenspringer am Start hatten. Hinzu kamen die seit Jahren starken Mannschaften aus der Tschechoslowakei um Jiří Raška und aus der Sowjetunion um Olympiasieger Beloussow. Bei den gastgebenden Auswahlmannschaften waren die Erwartungen eher gedämpft. Auch die Erwartungen bei der DDR-Auswahl waren nach dem Abschneiden bei der Vorjahrestournee nicht überbordend, zumal man auf den damaligen Skiflugweltrekordler Manfred Wolf und den erfahrenen Wolfgang Stöhr wegen Verletzungen verzichten musste. Bei der DDR-Vertretung, die bis auf Christian Kiehl vom SC Traktor Oberwiesenthal nur aus Springern vom SC Motor Zella-Mehlis bestand, hatte sich auch nach einem Weihnachtsspringen in Oberhof noch kein Spitzenspringer herauskristallisiert. Sein Debüt gab der 18-jährige Hans-Georg Aschenbach.
| Nation             | Athleten |
| ------------------ | --- |
| BR Deutschland     | Walter Lampe, Henrik Ohlmeyer, Günther Göllner, Friedhelm Klapproth, Oswald Schinze, Alfred Grosche, Alfred Winkler, Ralph Pöhland, Sepp Schwinghammer, Heini Ihle, Ernst Wursthorn, Peter Dubb, Lothar Lottes, Wilhelm Haydt |
| DDR                | Rainer Schmidt, Clemens Walther, Heinz Schmidt, Horst Queck, Christian Kiehl, Jürgen Dommerich, Hans-Georg Aschenbach |
| Österreich         | Max Golser, Willy Schuster, Reinhold Bachler, Ernst Kröll, Franz Salhofer, Sepp Lichtenegger, Erich Schwabl, Helmut Diess, Ernst Wimmer, Siegfried Scheutz, Walter Habersatter                                                |
| Finnland           | Rauli Tupurainen, Juhani Putkonen, Tauno Käyhkö |
| Frankreich         | Alain Macle, Gilbert Poirot, James Yerrly |
| Italien            | Mario Cecon, Albino Bazzana, Giacomo Aimoni, Bruno Patti |
| Japan              | Takashi Fujisawa, Yukio Kasaya, Masakatsu Asari, Nobukazu Saitō, Kinuo Watanabe |
| Jugoslawien        | Janez Jurman, Peter Štefančič, Marjan Mesec, Ludvik Zajc, Branko Dolhar |
| Kanada             | Pat Morris, Ulf Kvendbo |
| Norwegen           | Björn Wirkola, Lars Grini, Bent Tomtum, Ingolf Mork, Frithjof Prydz |
| Polen              | Ryszard Witke, Andrzej Sztolf, Tadeusz Pawlusiak, Stanisław Gąsienica Daniel, Józef Przybyła, Stanisław Kubica, Jan Bieniek                                                                                                   |
| Schweden           | Eilert Mäler, Lars Ström, Karl-Erik Johansson |
| Schweiz            | Hans Schmid, Sepp Zehnder, Richard Pfiffner, Walter Steiner |
| Sowjetunion        | Wladimir Beloussow, Alexander Iwannikow, Gari Napalkow, Anatoli Scheglanow, Wladimir Smirnow, Wladimir Galkin |
| Tschechoslowakei   | Jiří Raška, Rudolf Höhnl, Zbyněk Hubač, Josef Matouš, Karel Kodejška, František Rydval, Rudolf Doubek |
| Ungarn             | László Gellér, Mihály Gellér, Gyula Molnár |
| Vereinigte Staaten | Bruce Jennings, Bill Bakke, Jerry Martin, Adrian Watt, Greg Swor, Ken Harkins, Georg Krog, Tim Denisson, Dave Norby |

## Oberstdorf
- Datum: 28. Dezember 1969[1]
- Land:  BR Deutschland
- Schanze: Schattenbergschanze

Auf der umgebauten Oberstdorfer Schanze, Schanzentisch und Schanzenprofil waren verändert worden, gab es einen nicht unbedingt erwarteten Tagessieger; Gari Napalkow aus der Sowjetunion. Mit sauber gestandenen Sprüngen von 79,5 und 80 m verwies er Horst Queck auf den zweiten Platz. Dieser entriss mit der Tageshöchstweite von 82 m dem Tschechoslowaken Matouš noch den Silberrang. In einer knappen Entscheidung belegte Dreifachsieger Wirkola Rang fünf, allerdings nur mit reichlich vier Punkten Rückstand hinter dem Tagessieger. Nachdem im Probedurchgang der Japaner Kasaya bereits 86 m weit geflogen war, überraschte sein Landsmann Fujisawa die Fachwelt mit Platz acht. Mit Raška, Grini und dem neuen norwegischen Talent Mork waren weitere Favoriten auf den Gesamtsieg in den Top Ten gelandet. Aus DDR-Sicht war das Abschneiden mit drei Springern unter den ersten Zehn auch sehr erfreulich. Allerdings war für das Talent Aschenbach aus der DDR und dem nunmehr bundesdeutschen Springer Ralph Pöhland nach Stürzen die Tournee bereits beendet: beide mussten mit Verdacht auf Gehirnerschütterungen in ein Krankenhaus eingeliefert werden.
| Pos. | Springer         | Land             | Punkte |
| ---- | ---------------- | ---------------- | ------ |
| 01   | Gari Napalkow    | Sowjetunion      | 225,7  |
| 02   | Horst Queck      | DDR              | 223,8  |
| 03   | Josef Matouš     | Tschechoslowakei | 223,3  |
| 04   | Lars Grini       | Norwegen         | 222,9  |
| 05   | Bjørn Wirkola    | Norwegen         | 221,3  |
| 06   | Christian Kiehl  | DDR              | 218,2  |
| 07   | Jiří Raška       | Tschechoslowakei | 215,3  |
| 08   | Takashi Fujisawa | Japan            | 213,9  |
| 09   | Ingolf Mork      | Norwegen         | 213,8  |
| 10   | Clemens Walther  | DDR              | 213,4  |

## Garmisch-Partenkirchen
- Datum: 1. Januar 1970[3]
- Land:  BR Deutschland
- Schanze: Große Olympiaschanze

Das Neujahrsspringen gewann souverän Jiří Raška mit den jeweils größten Weiten in beiden Durchgängen von 92,5 und 92 m. Hinter ihm kamen mit Scheglanow und Beloussow zwei sowjetische Springer ein, deren Mannschaft mit Iwannikow noch einen Springer unter die besten Zehn bringen konnte. Vor allem Beloussows dritter Platz war umso bemerkenswerter, da er beim Auftaktspringen nach zwei Stürzen noch 92. geworden war. Diese Unbeständigkeiten kennzeichneten generell den zweiten Wettbewerb. So kam Vorjahressieger Wirkola nur auf Rang 16 und der Sieger von Oberstdorf Napalkow gar auf Rang 18 ein. Somit kam es in der Gesamtwertung nach zwei Springen zur Führung durch zwei tschechoslowakische Springer, gefolgt vom beständigsten Norweger Grini. Durch zwei Top-Ten-Platzierungen folgten nicht unbedingt erwartet die DDR-Vertreter Horst Queck und Christian Kiehl auf den nächsten Plätzen. Mitfavorit Wirkola belegte Rang sieben. Die teilweise knappen Abstände zeigten aber, das im Rennen um den Gesamtsieg noch nichts entschieden war.
| Zwischenstand nach 2 Springen | Zwischenstand nach 2 Springen | Zwischenstand nach 2 Springen |
| Pos.                          | Springer                      | Punkte                        |
| ----------------------------- | ----------------------------- | ----------------------------- |
| 01.                           | Raška                         | 456,7                         |
| 02.                           | Matouš                        | 450,4                         |
| 03.                           | Grini                         | 450,0                         |
| 04.                           | Queck                         | 445,2                         |
| 05.                           | Kiehl                         | 443,7                         |
| 06.                           | Napalkow                      | 443,1                         |
| 07.                           | Wirkola                       | 439,8                         |
| 08.                           | Mork                          | 434,4                         |

| Pos. | Springer                   | Land             | Punkte |
| ---- | -------------------------- | ---------------- | ------ |
| 01   | Jiří Raška                 | Tschechoslowakei | 241,4  |
| 02   | Anatoli Scheglanow         | Sowjetunion      | 233,2  |
| 03   | Wladimir Beloussow         | Sowjetunion      | 230,2  |
| 04   | Lars Grini                 | Norwegen         | 227,1  |
| 04   | Josef Matouš               | Tschechoslowakei | 227,1  |
| 06   | Rudolf Höhnl               | Tschechoslowakei | 226,1  |
| 07   | Christian Kiehl            | DDR              | 225,5  |
| 08   | Stanisław Gąsienica Daniel | Polen            | 223,8  |
| 09   | Alexander Iwannikow        | Sowjetunion      | 222,8  |
| 10   | Horst Queck                | DDR              | 221,4  |

## Innsbruck
- Datum: 4. Januar 1970[5]
- Land:  Österreich
- Schanze: Bergiselschanze

Wie so oft fiel auf der Schanze am Bergisel eine Vorentscheidung. Hinzu kam ein an Dramatik kaum zu überbietender Wettkampf, der die Gesamtwertung wieder gehörig durcheinanderwirbelte. Bei einsetzendem kalten Wind, der die Spur vereisen ließ, kam es reihenweise zu Favoritenstürzen, da die Springer ihre Weiten nicht stehen konnten. So stürzte der Gesamtführende Raška bei 97 m, Christian Kiehl bei 96 m. Im Gegensatz zu Wirkola, der seine 98 m sicher stand. Dem setzte Horst Queck mit gestandenen 99 m und damit neuem Schanzenrekord im ersten Durchgang noch einen drauf. Sein Führung betrug durch die etwas schlechteren Haltungsnoten allerdings nur 0,4 Punkte vor dem Norweger. Nachdem die Jury für den zweiten Durchgang den Anlauf verkürzte, fielen die Weiten im Schnitt um mehrere Meter. Da Wirkola mit 92,5 m aber auch im zweiten Durchgang Bestweite sprang, war ihm der Tagessieg sicher, weil Queck einen Meter kürzer landete. Mit zwei beständigen Sprüngen konnten Heinz und Rainer Schmidt auch in den Top Ten landen und rückten damit in der Gesamtwertung um einiges vor. Mit Platz sieben gelang dem Österreicher Bachler für sein Team seit längerer Zeit wieder eine achtbare Einzelplatzierung. In der Gesamtwertung befand sich plötzlich der beständigste Springer vorn, Horst Queck. Zwar hatte er noch kein Springen gewonnen, war als einziger aber in allen drei Springen in den Top Ten gelandet. Ihn trennten allerdings nur 2,9 Punkte von Wirkola, der sich damit noch berechtigte Hoffnungen auf seinen vierten Tourneesieg machen konnte.
| Zwischenstand nach 3 Springen | Zwischenstand nach 3 Springen | Zwischenstand nach 3 Springen |
| Pos.                          | Springer                      | Punkte                        |
| ----------------------------- | ----------------------------- | ----------------------------- |
| 01.                           | Queck                         | 691,2                         |
| 02.                           | Wirkola                       | 688,3                         |
| 03.                           | Napalkow                      | 675,2                         |
| 04.                           | Raška                         | 659,8                         |
| 05.                           | Scheglanow                    | 658,2                         |
| 06.                           | R. Schmidt                    | 657,4                         |
| 07.                           | H. Schmidt                    | 657,0                         |
| 08.                           | Grini                         | 648,0                         |

| Pos. | Springer            | Land           | Punkte |
| ---- | ------------------- | -------------- | ------ |
| 01   | Bjørn Wirkola       | Norwegen       | 248,5  |
| 02   | Horst Queck         | DDR            | 246,0  |
| 03   | Anatoli Scheglanow  | Sowjetunion    | 237,8  |
| 04   | Gari Napalkow       | Sowjetunion    | 232,1  |
| 05   | Heinz Schmidt       | DDR            | 227,6  |
| 06   | Rainer Schmidt      | DDR            | 225,8  |
| 07   | Reinhold Bachler    | Österreich     | 224,8  |
| 08   | Stanisław Pawlusiak | Polen          | 216,2  |
| 09   | Hans Schmid         | Schweiz        | 212,0  |
| 10   | Alfred Grosche      | BR Deutschland | 211,8  |

## Bischofshofen
- Datum: 6. Januar 1970[7]
- Land:  Österreich
- Schanze: Paul-Außerleitner-Schanze

Bei denkbar schlechten Bedingungen startete das mit großer Spannung erwartete letzte Springen. Tauwetter und Regen hatte ein Training im Vorfeld unmöglich gemacht, so dass vor dem Springen nur ein Probedurchgang angesetzt wurde. In einer knappen Entscheidung, Platz eins und vier unterschieden sich durch gerade einmal 3,2 Punkte, setzte sich der bereits geschlagene Mitfavorit Raška durch, der im ersten Durchgang die Tagesbestweite von 104 m sprang. Sein ärgster Konkurrent war diesmal aber etwas überraschend der DDR-Vertreter Rainer Schmidt, der bei Sprüngen von 100,5 und 101 m nur durch schlechtere Haltungsnoten 2,5 Punkte verlor. Im Duell der Führenden in der Gesamtwertung konnte Wirkola nur minimale 0,1 Punkte auf Queck gutmachen, wobei der DDR-Springer überraschenderweise die besseren Haltungsnoten gegenüber dem Norweger bekam. Mit Asari auf Platz zehn setzte ein weiterer Japaner erneut ein Achtungszeichen.
| Pos. | Springer            | Land             | Punkte |
| ---- | ------------------- | ---------------- | ------ |
| 01   | Jiří Raška          | Tschechoslowakei | 235,4  |
| 02   | Rainer Schmidt      | DDR              | 232,9  |
| 03   | Bjørn Wirkola       | Norwegen         | 232,3  |
| 04   | Horst Queck         | DDR              | 232,2  |
| 05   | Gari Napalkow       | Sowjetunion      | 226,3  |
| 06   | Rudolf Höhnl        | Tschechoslowakei | 225,2  |
| 07   | Alexander Iwannikow | Sowjetunion      | 223,3  |
| 08   | Ingolf Mork         | Norwegen         | 218,3  |
| 09   | Frithjof Prydz      | Norwegen         | 216,0  |
| 10   | Masakatsu Asari     | Japan            | 215,6  |

## Gesamtstand

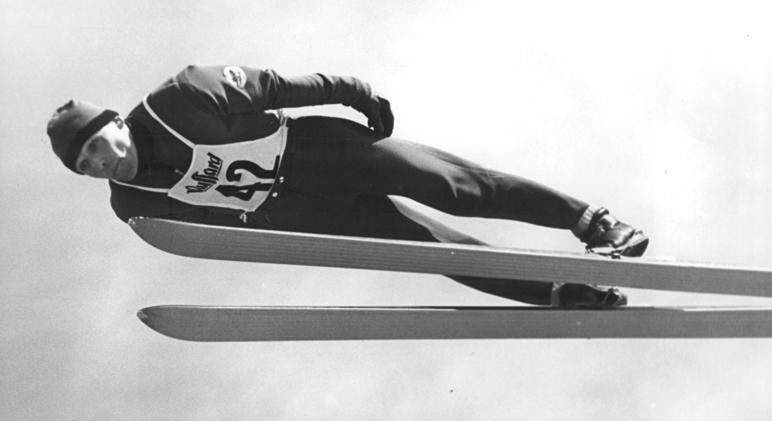
Horst Queck

Selten war ein Springen bis dahin bis zum letzten Springen in Bischofshofen so spannend geblieben. Mit Horst Queck setzte sich letztendlich der beständigste Springer knapp mit nur 2,8 Punkten Vorsprung vor dem Dreifachsieger Wirkola durch. Als einziger Springer konnte Queck in jedem Springen unter den Top Ten landen. Begünstigt wurde sein Sieg allerdings auch durch Ausreißer der Konkurrenz, so brachten sich Scheglanow in Garmisch und Raska in Innsbruck um die Chancen auf den Gesamtsieg. Mit den drei Springern in den Top Ten der Gesamtwertung und dem ersten Tourneesieg nach Helmut Recknagel 1961 erreichte die DDR-Mannschaft letztlich ein Ergebnis, was vor der Tournee so niemand erwartet hatte. Mitfavorit Raška musste erneut auf den Gesamtsieg warten. Mit Platz zehn in der Gesamtwertung deutete der Japaner Kasaya sein zukünftiges Potential an. Bei den nachfolgenden Nordischen Skiweltmeisterschaften wurde er bereits Vizeweltmeister auf der Normalschanze, während der Dritte der Tournee, Gari Napalkow Doppelweltmeister wurde. Wirkola und Queck hatten mit dem Meisterschaftsausgang nichts zu tun.
| Rang | Name               | Nation           | Gesamt- wertung | Oberst- dorf | Garmisch- Partenk. | Inns- bruck- | Bischofs- hofen |
| ---- | ------------------ | ---------------- | --------------- | ------------ | ------------------ | ------------ | --------------- |
| 01   | Horst Queck        | DDR              | 923,4           | 223,8 / 02.  | 221,4 / 10.        | 246,0 / 02.  | 232,2 / 04.     |
| 02   | Bjørn Wirkola      | Norwegen         | 920,6           | 221,3 / 05.  | 218,5 / 16.        | 248,5 / 01.  | 232,3 / 03.     |
| 03   | Gari Napalkow      | Sowjetunion      | 901,5           | 225,7 / 01.  | 217,4 / 18.        | 232,1 / 04.  | 226,3 / 05.     |
| 04   | Jiří Raška         | Tschechoslowakei | 895,2           | 215,3 / 07.  | 241,4 / 01.        | 203,1 / 23.  | 235,4 / 01.     |
| 05   | Rainer Schmidt     | DDR              | 890,3           | 211,4 / 14.  | 220,2 / 14.        | 225,8 / 06.  | 232,9 / 02.     |
| 06   | Rudolf Höhnl       | Tschechoslowakei | 870,3           | 208,1 / 20.  | 226,1 / 06.        | 210,4 / 10.  | 225,2 / 06.     |
| 07   | Anatoli Scheglanow | Sowjetunion      | 867,7           | 187,2 / 53.  | 233,2 / 02.        | 237,8 / 03.  | 209,5 / 14.     |
| 08   | Ingolf Mork        | Norwegen         | 860,4           | 213,8 / 09.  | 220,6 / 13.        | 207,7 / 17.  | 218,3 / 08.     |
| 09   | Heinz Schmidt      | DDR              | 860,0           | 210,3 / 17.  | 215,1 / 15.        | 227,6 / 05.  | 203,0 / 24.     |
| 10   | Yukio Kasaya       | Japan            | 852,2           | 211,8 / 12.  | 216,1 / 20.        | 208,8 / 15.  | 215,5 / 11.     |